# Георгий I (патриарх Александрийский)
Патриарх Георгий I (греч. Πατριάρχης Γεώργιος Α΄) — епископ Александрийской православной церкви, c 621 до 631 года — её предстоятель, Патриарх Александрийский и всего Египта.
Его патриаршество пришлось на тяжёлые годы персидского господства в Египте (617—627), которые причинили немало бед Церкви: многие храмы и монастыри были разрушены, немало христиан погибло и попало в плен.
Сохранившиеся сочинения: «Житие Иоанна Златоуста» и «Александрийская хроника».